# 高森町わかもの☆特命係
高森町わかもの☆特命係（たかもりまちわかものとくめいがかり）は、 長野県下伊那郡高森町をはじめとする南信州地域を活動対象とする青少年団体。地域の魅力を発信し、若者が活躍できるまちづくりへの意見提案を主な目的とする。
2016年に飯田女子短期大学（現：飯田短期大学）の学生を中心に発足し、現在は県内外の大学生を中心に活動している。

## 沿革
- 2016年　飯田女子短期大学の学生を中心に発足
- 2018年　再任2人を含め飯田女子短期大学の1、2年生9人を任命
- 2021年　新しく高校生・短大・大学生17名を任命

## 主な活動
出典は高森町ウェブサイト。
- 町内外の行事への参加
- SNSなどを使った町の魅力発信
- 広報誌・ケーブルテレビの製作協力
- まちづくりへのアイデア・意見の提案
- 自主企画の提案・実施
- ふるさとCM大賞へ作品応募
- まちづくりプランなどへの意見提案
- 都市圏・友好町での町のPR
- オンライン会議